# Ericsson-díj
Az Ericsson-díj magyar matematika- és fizikatanárok számára adományozható díj.
„Az Ericsson Magyarország 1999-ben alapított díjat azzal a céllal, hogy hozzájáruljon a magyar természettudományos alapképzés magas színvonalának fenntartásához, illetve emeléséhez. Az Ericsson-díjat olyan matematikát és/vagy fizikát oktató pedagógusoknak ítéli oda a díj kuratóriuma, akik elismerten sokat tesznek tantárgyuk megszerettetéséért és a tehetséggondozásért.”
A díjnak ennek megfelelően két változata van, ezek hivatalos elnevezése:
- „Ericsson a matematika és fizika népszerűsítéséért” díj (N)
- „Ericsson a matematika és fizika tehetségeinek gondozásáért” díj (T)

A díjazottak személyére a szakmai és társadalmi szervezetek, illetve a jelölt pedagógus munkáját ismerő kollégák, tanítványok tehetnek javaslatot. A javaslatokról a Bolyai János Matematikai Társulat és az Eötvös Loránd Fizikai Társulat Ericsson-díjbizottsága ajánlása alapján a MATFUND Középiskolai Matematikai és Fizikai Alapítvány dönt.
2022-ben és 2023-ban a díjat nem adták ki. 2024-től a digitális kultúra (informatika) területén dolgozó pedagógusokat is díjazzák.

## Díjazottak
A díj átadásakor még aktív tanároknál munkahelyként az akkori, nyugdíjasoknál az utolsó munkahely szerepel.
| Év   | Név                               | Település         | Iskola                                                                                  | Tantárgy    | Kat. |
| ---- | --------------------------------- | ----------------- | --------------------------------------------------------------------------------------- | ----------- | ---- |
| 1999 | Árokszállási Eszter               | Paks              | Energetikai Szakképzési Intézet Műszaki Szakközépiskolája                               | matematika  | T    |
| 1999 | Balázs Tivadar                    | Debrecen          | Fazekas Mihály Gimnázium                                                                | matematika  | T    |
| 1999 | Deli Lajos                        | Hajdúszoboszló    | Hőgyes Endre Gimnázium                                                                  | matematika  | T    |
| 1999 | Katz Sándor                       | Bonyhád           | Petőfi Sándor Evangélikus Gimnázium                                                     | matematika  | N    |
| 1999 | Kothencz Jánosné                  | Szeged            | Tisza-parti Általános Iskola                                                            | matematika  | N    |
| 1999 | Kovács Csongorné                  | Budapest          | Fazekas Mihály Gyakorló Általános Iskola                                                | matematika  | T    |
| 1999 | Róka Sándor                       | Nyíregyháza       | Bessenyei György Tanárképző Főiskola                                                    | matematika  | N    |
| 1999 | Számadó László                    | Budapest          | Veres Péter Gimnázium                                                                   | matematika  | N    |
| 1999 | Gyimesi Éva                       | Szentendre        | II. Rákóczi Ferenc Általános Iskola és Gimnázium                                        | fizika      | T    |
| 1999 | Holics László                     | Budapest          | Apáczai Csere János Gyakorló Gimnázium                                                  | fizika      | N    |
| 1999 | Horváth Gábor                     | Budapest          | Fazekas Mihály Gyakorló Gimnázium                                                       | fizika      | T    |
| 1999 | Nagy Márton                       | Sopron            | Berzsenyi Dániel Gimnázium                                                              | fizika      | N    |
| 1999 | Sebestyén Zoltán                  | Pécs              | Testvérvárosok Terei Általános Iskola                                                   | fizika      | N    |
| 1999 | Simon László                      | Túrkeve           | Ványai Ambrus Gimnázium és Gépjárműtechnikai Szakközépiskola                            | fizika      | N    |
| 1999 | Szegedi Ervin, dr.                | Debrecen          | KLTE Gyakorló Gimnáziuma                                                                | fizika      | T    |
| 1999 | Varga István                      | Békéscsaba        | Tevan András Gimnázium és Nyomdaipari Szakközépiskola                                   | fizika      | T    |
| 2000 | Károlyi Károly                    | Bátaszék          | Kanizsai Dorottya Általános Iskola                                                      | matematika  | N    |
| 2000 | Lászlóné Sergyán Stefánia         | Budapest          | Szent István Gimnázium                                                                  | matematika  | T    |
| 2000 | Maráz Lászlóné                    | Tata              | Vaszari János Általános Iskola                                                          | matematika  | N    |
| 2000 | Németh József                     | Pécs              | Zipernowsky Károly Műszaki Szakközépiskola                                              | matematika  | T    |
| 2000 | Polcz Katalin                     | Pécs              | Janus Pannonius Gimnázium és Szakközépiskola                                            | matematika  | T    |
| 2000 | Simonné Bujdosó Margit            | Debrecen          | Debreceni Egyetem Arany János Gyakorló Általános Iskolája                               | matematika  | T    |
| 2000 | Tarcsay Tamás                     | Szeged            | Szegedi Tudományegyetem Ságvári Endre Gyakorló Gimnáziuma                               | matematika  | N    |
| 2000 | Wágner Tamás                      | Budapest          | Kürt Alapítványi Gimnázium                                                              | matematika  | N    |
| 2000 | Beregszászi Zoltán                | Budapest          | Puskás Tivadar Távközlési Technikum                                                     | fizika      | T    |
| 2000 | Horváth Ferenc                    | Barcs             | Dráva Völgye Középiskola                                                                | fizika      | T    |
| 2000 | Jurisits József                   | Szekszárd         | Garay János Gimnázium                                                                   | fizika      | N    |
| 2000 | Kopcsa József                     | Debrecen          | Gábor Dénes Elektronikai Műszaki Középiskola                                            | fizika      | N    |
| 2000 | Kotormán Mihály                   | Debrecen          | Debreceni Egyetem Gyakorló Általános Iskolája                                           | fizika      | T    |
| 2000 | Pálovics Róbert                   | Zalaegerszeg      | Zrínyi Miklós Gimnázium                                                                 | fizika      | T    |
| 2000 | Zátonyi Sándor                    | Sopron            | Orsolya téri Általános Iskola                                                           | fizika      | N    |
| 2000 | Zsúdel László                     | Miskolc           | Földes Ferenc Gimnázium                                                                 | fizika      | N    |
| 2001 | Ács Katalin                       | Budapest          | Scheiber Sándor Általános Iskola és Gimnázium                                           | matematika  | N    |
| 2001 | Benedek Ilona                     | Budapest          | Szilágyi Erzsébet Gimnázium                                                             | matematika  | N    |
| 2001 | Csiszár Mária                     | Zalaegerszeg      | Zrínyi Miklós Gimnázium                                                                 | matematika  | T    |
| 2001 | Erdős Gábor                       | Nagykanizsa       | Batthyány Lajos Gimnázium és Egészségügyi Szakközépiskola                               | matematika  | T    |
| 2001 | Huma Erzsébet                     | Oroszlány         | Ságvári Endre Általános Iskola                                                          | matematika  | T    |
| 2001 | Marczis György                    | Gyula             | Erkel Ferenc Gimnázium                                                                  | matematika  | N    |
| 2001 | Pásztorné Vinter Erika            | Gesztely          | Csokonai Vitéz Mihály Általános Iskola                                                  | matematika  | N    |
| 2001 | Rubóczky György                   | Budapest          | Fazekas Mihály Fővárosi Gyakorló Általános Iskola és Gimnázium                          | matematika  | T    |
| 2001 | Anka Attiláné                     | Pécs              | Jókai Utcai Általános Iskola                                                            | fizika      | T    |
| 2001 | Csajági Sándor                    | Paks              | Paksi Atomerőmű Műszaki Szakközépiskola                                                 | fizika      | N    |
| 2001 | Fülöp László                      | Budapest          | Trefort Ágoston Két Tanítási Nyelvű Szakközépiskola                                     | fizika      | T    |
| 2001 | Honyek Gyula                      | Budapest          | ELTE Radnóti Miklós Gyakorló Gimnáziuma                                                 | fizika      | T    |
| 2001 | Kiss Miklós                       | Gyöngyös          | Berze Nagy János Gimnázium                                                              | fizika      | N    |
| 2001 | Lévainé Kovács Róza               | Karcag            | Kovács Mihály Általános Iskola                                                          | fizika      | N    |
| 2001 | Moór Ágnes                        | Budapest          | Szent István Gimnázium                                                                  | fizika      | T    |
| 2001 | Simon Péter                       | Pécs              | Leőwey Klára Gimnázium                                                                  | fizika      | N    |
| 2002 | Békéssy Szilvia                   | Budapest          | Veres Péter Gimnázium                                                                   | matematika  | T    |
| 2002 | Brenyó Mihály                     | Kecskemét         | Bányai Júlia Gimnázium                                                                  | matematika  | T    |
| 2002 | Horváthné Kutasi Mária            | Kőszeg            | Jurisits Miklós Gimnázium                                                               | matematika  | N    |
| 2002 | Jakab Tamás                       | Bonyhád           | Petőfi Sándor Evangélikus Gimnázium                                                     | matematika  | N    |
| 2002 | Poronyi Gábor                     | Pécs              | Árpád Fejedelem Gimnázium és Általános Iskola                                           | matematika  | N    |
| 2002 | Varga Istvánné                    | Makó              | Belvárosi Általános Iskola és Művészetek Iskolája                                       | matematika  | N    |
| 2002 | Farkas László                     | Keszthely         | Vajda János Gimnázium                                                                   | fizika      | N    |
| 2002 | Koncz Károly                      | Pécs              | Pécsi Tudományegyetem Babits Mihály Gyakorló Gimnázium                                  | fizika      | T    |
| 2002 | Márki-Zay János                   | Hódmezővásárhely  | Vásárhelyi Cseresnyés Kollégiumok                                                       | fizika      | N    |
| 2002 | Ősz György                        | Ács               | Jókai Mór Általános Iskola                                                              | fizika      | N    |
| 2002 | Pápai Gyuláné                     | Fertőd            | Fertődi Általános Iskola                                                                | fizika      | T    |
| 2002 | Ujvári Sándor                     | Székesfehérvár    | Lánczos Kornél Gimnázium                                                                | fizika      | N    |
| 2003 | Bereczkiné Székely Erzsébet       | Pécs              | Leőwey Klára Gimnázium                                                                  | matematika  | N    |
| 2003 | Brenyó Mihályné                   | Kecskemét         | Mátyás Király Általános Iskola                                                          | matematika  | N    |
| 2003 | Hegyi Györgyné                    | Budapest          | Radnóti Miklós Gimnázium                                                                | matematika  | N    |
| 2003 | Lajos Józsefné                    | Budapest          | Kiss Árpád Országos Közoktatási Szolgáltató Intézmény                                   | matematika  | N    |
| 2003 | Pótáné Márton Mária               | Eger              | Neumann János Szakközépiskola és Gimnázium                                              | matematika  | T    |
| 2003 | Zábrádiné Schmierer Emília        | Győr              | Révai Miklós Gimnázium                                                                  | matematika  | T    |
| 2003 | Alapiné Ecseri Éva                | Budapest          | Puskás Tivadar Távközlési Technikum                                                     | fizika      | T    |
| 2003 | Jaloveczki József                 | Baja              | Szent László Általános Művelődési Központ Iskolája                                      | fizika      | N    |
| 2003 | Juhász Nándor                     | Szeged            | Rókusi Általános Iskola                                                                 | fizika      | N    |
| 2003 | Kobzos Ferenc                     | Dunaújváros       | Széchenyi István Gimnázium                                                              | fizika      | N    |
| 2003 | Mester András                     | Miskolc           | Diósgyőri Gimnázium                                                                     | fizika      | N    |
| 2003 | Pesti Gyula                       | Szekszárd         | Garay János Gimnázium                                                                   | fizika      | T    |
| 2004 | Csapó Lászlóné                    | Kisvárda          | Váry Emil Általános Iskola                                                              | matematika  | T    |
| 2004 | Csete Lajos                       | Győr              | Révai Miklós Gimnázium                                                                  | matematika  | N    |
| 2004 | Dobos Sándor                      | Budapest          | Fazekas Mihály Fővárosi Gyakorló Iskola és Gimnázium                                    | matematika  | N    |
| 2004 | Gerőcs László                     | Budapest          | ELTE Trefort Ágoston Gyakorló Iskola                                                    | matematika  | N    |
| 2004 | Mike János                        | Szeged            | Radnóti Miklós Kísérleti Gimnázium                                                      | matematika  | T    |
| 2004 | Vajda István                      | Zalaegerszeg      | Zrínyi Miklós Gimnázium                                                                 | matematika  | N    |
| 2004 | Arany Tóth László                 | Vác               | Boronkay György Műszaki Középiskola és Gimnázium                                        | fizika      | N    |
| 2004 | Kirsch Éva                        | Debrecen          | Debreceni Egyetem Kossuth Lajos Gyakorló Gimnáziuma                                     | fizika      | N    |
| 2004 | Nagyné Fodor Zsuzsanna            | Eger              | Wigner Jenő Műszaki, Informatikai Középiskola és Kollégium                              | fizika      | T    |
| 2004 | Tófalusi Péter                    | Debrecen          | Református Kollégium Dóczy Gedeon Gimnázium                                             | fizika      | T    |
| 2004 | Varga Gáborné                     | Budapest          | Csik Ferenc Általános Iskola és Gimnázium                                               | fizika      | N    |
| 2004 | Zátonyi Sándor, (ifj.)            | Békéscsaba        | Hugonnai Vilma Egészségügyi Szakközépiskola                                             | fizika      | N    |
| 2005 | Csordás Mihály                    | Kecskemét         | Kodály Zoltán Általános Iskola                                                          | matematika  | T    |
| 2005 | Freller Miklós                    | Dombóvár          | Illyés Gyula Gimnázium                                                                  | matematika  | N    |
| 2005 | Konfár László                     | Szeged            | SZTE JGYTFK Gyakorló Általános Iskola                                                   | matematika  | N    |
| 2005 | Kovács István                     | Szeged            | SZTE Ságvári Endre Gyakorló Gimnázium                                                   | matematika  | N    |
| 2005 | Pákh György                       | Budapest          | II. Rákóczi Ferenc Fővárosi Gyakorló Közgazdasági SzKI                                  | matematika  | N    |
| 2005 | Táborné Vincze Márta              | Budapest          | Fazekas Mihály Fővárosi Gyakorló Iskola                                                 | matematika  | T    |
| 2005 | Csiszár Imre                      | Szeged            | SZTE Ságvári Endre Gyakorló Gimnázium                                                   | fizika      | N    |
| 2005 | Dudás Zoltánné                    | Szeged            | Radnóti Miklós Kísérleti Gimnázium                                                      | fizika      | N    |
| 2005 | Dvorák Cecília                    | Budapest          | Fazekas Mihály Fővárosi Gyakorló Általános Iskola és Gimnázium                          | fizika      | T    |
| 2005 | Kaszás Dezső                      | Tamási            | Béri Balogh Ádám Gimnázium                                                              | fizika      | N    |
| 2005 | Lang Ágota                        | Sopron            | Széchenyi István Gimnázium                                                              | fizika      | N    |
| 2005 | Pécsi István                      | Szolnok           | Verseghy Ferenc Gimnázium                                                               | fizika      | T    |
| 2006 | Csorba Ferenc                     | Győr              | Krúdy Gyula Gimnázium                                                                   | matematika  | N    |
| 2006 | Fazakas Tünde                     | Budapest          | Fazekas Mihály Fővárosi Gyakorló Iskola                                                 | matematika  | T    |
| 2006 | Fábián Istvánné                   | Kecskemét         | Zrínyi Ilona Általános Iskola                                                           | matematika  | T    |
| 2006 | Kós Géza                          | Budapest          | MTA SZTAKI                                                                              | matematika  | N    |
| 2006 | Minda Mihály                      | Vác               | Boronkay György Műszaki Középiskola                                                     | matematika  | N    |
| 2006 | Vancsó Imréné                     | Gödöllő           | Premontrei Szt. Norbert Gimnázium                                                       | matematika  | N    |
| 2006 | Berecz János                      | Hódmezővásárhely  | Bethlen Gábor Református Gimnázium                                                      | fizika      | N    |
| 2006 | Härtlein Károly                   | Budapest          | BME Fizikai Intézet                                                                     | fizika      | N    |
| 2006 | Juhász Nándorné                   | Szeged            | Tisza-Parti Általános Iskola                                                            | fizika      | N    |
| 2006 | Nagy Tibor                        | Hódmezővásárhely  | Bethlen Gábor Református Gimnázium                                                      | fizika      | T    |
| 2006 | Pákó Gyula                        | Budapest          | ELTE Apáczai Csere János Gimnázium                                                      | fizika      | T    |
| 2006 | Pápai Gyula                       | Sopron            | Vas- és Villamosipari Szakképző Iskola                                                  | fizika      | N    |
| 2007 | Csatár Katalin                    | Budapest          | ELTE Radnóti Miklós Gyakorlóiskola                                                      | matematika  | N    |
| 2007 | Kiss Sándor                       | Nyíregyháza       | Nyíregyházi Főiskola                                                                    | matematika  | T    |
| 2007 | Mihályi Gyula                     | Székesfehérvár    | Teleki Blanka Gimnázium                                                                 | matematika  | N    |
| 2007 | Nagy Tibor                        | Kecskemét         | Református Általános Iskola                                                             | matematika  | N    |
| 2007 | Pogáts Ferenc                     | Budapest          | Fazekas Mihály Gyakorló Általános Iskola és Gimnázium                                   | matematika  | N    |
| 2007 | Schultz János                     | Szeged            | Radnóti Miklós Kísérleti Gimnázium                                                      | matematika  | T    |
| 2007 | Ambrózy Béla                      | Miskolc           | Kandó Kálmán Szakközépiskola                                                            | fizika      | N    |
| 2007 | Ádám Árpád                        | Tata              | Eötvös József Gimnázium és Kollégium                                                    | fizika      | N    |
| 2007 | Horváthné Fazekas Erika           | Szeged            | Szegedi Tudományegyetem Gyakorló Általános és Alapfokú Művészeti Iskola                 | fizika      | N    |
| 2007 | Hóbor Sándor                      | Eger              | Dobó István Gimnázium                                                                   | fizika      | T    |
| 2007 | Mező Tamás                        | Szeged            | Radnóti Miklós Kísérleti Gimnázium                                                      | fizika      | T    |
| 2007 | Nagyné Lakos Mária                | Paks              | Energetikai Szakközépiskola és Kollégium                                                | fizika      | N    |
| 2008 | Bartha Gábor                      | Szentendre        | Móricz Zsigmond Gimnázium                                                               | matematika  | N    |
| 2008 | Kálmán László                     | Miskolc           | Földes Ferenc Gimnázium                                                                 | matematika  | N    |
| 2008 | Marczis Györgyné                  | Gyula             | GYAKI 5. sz. Általános- és Sportiskola Tagintézmény                                     | matematika  | T    |
| 2008 | Paulin Elemér                     | ?                 | a Bolyai János Matematikai Csapatverseny szervezője                                     | matematika  | T    |
| 2008 | Széplaki Györgyné                 | Budapest          | ELTE Radnóti Miklós Gyakorlóiskola                                                      | matematika  | N    |
| 2008 | Szoldatics József                 | Budapest          | Szilágyi Erzsébet Gimnázium                                                             | matematika  | N    |
| 2008 | Csákány Antalné                   | Budapest          | ELTE TTK Főiskolai Kar                                                                  | fizika      | N    |
| 2008 | Jármezei Tamás                    | Nyíregyháza       | a Jedlik Ányos Országos Fizikaverseny szervezője                                        | fizika      | T    |
| 2008 | Nagy Anett                        | Szeged            | Radnóti Miklós Kísérleti Gimnázium                                                      | fizika      | N    |
| 2008 | Orbán Edit                        | Zalaegerszeg      | Zrínyi Miklós Gimnázium                                                                 | fizika      | T    |
| 2008 | Piláth Károly                     | Budapest          | Balassa Bálint Gimnázium                                                                | fizika      | N    |
| 2008 | Sebestyén Zoltánné                | Pécs              | PTE Deák Ferenc Gyakorló Általános Iskola és Gimnázium                                  | fizika      | N    |
| 2009 | Fábián Gábor                      | Vác               | Boronkay György Műszaki Középiskola és Gimnázium                                        | matematika  | N    |
| 2009 | Horváth Eszter                    | Budapest          | Szilágyi Erzsébet Gimnázium                                                             | matematika  | T    |
| 2009 | Jeneiné Horváth Kinga             | Budapest          | Puskás Tivadar Távközlési Technikum                                                     | matematika  | N    |
| 2009 | Juhász István                     | Budapest          | Szent István Gimnázium                                                                  | matematika  | N    |
| 2009 | Kubatov Antal                     | Kaposvár          | Táncsics Mihály Gimnázium                                                               | matematika  | T    |
| 2009 | Elblinger Ferenc                  | Szekszárd         | Garay János Gimnázium                                                                   | fizika      | N    |
| 2009 | Fülöp Viktorné                    | Mosonszentmiklós  | Széchenyi István Általános Iskola                                                       | fizika      | N    |
| 2009 | Kissné Császár Erzsébet           | Gyöngyös          | Berze Nagy János Gimnázium és Szakiskola                                                | fizika      | N    |
| 2009 | Szkladányi András                 | Baja              | III. Béla Gimnázium                                                                     | fizika      | T    |
| 2009 | Varga István                      | Ajak              | Általános Művelődési Központ                                                            | fizika      | T    |
| 2010 | Ábrahám Gábor                     | Szeged            | Radnóti Miklós Kísérleti Gimnázium                                                      | matematika  | N    |
| 2010 | Csordásné Szécsi Jolán            | Kecskemét         | Katona József Gimnázium                                                                 | matematika  | T    |
| 2010 | Ferenczi Éva                      | Budapest          | Balassi Bálint Nyolcévfolyamos Gimnázium                                                | matematika  | T    |
| 2010 | Kunovszki István                  | Mohács            | Kisfaludy Károly Gimnázium                                                              | matematika  | N    |
| 2010 | Morvai Éva                        | Budapest          | ELTE Radnóti Miklós Gyakorlóiskola                                                      | matematika  | N    |
| 2010 | Bigus Imre                        | Sárospatak        | Árpád Vezér Gimnázium és Kollégium                                                      | fizika      | N    |
| 2010 | Bülgözdi László                   | Szigetszentmiklós | Batthyány Kázmér Gimnázium                                                              | fizika      | T    |
| 2010 | Jarosievitz Beáta                 | Budapest          | SEK Budapest Általános Iskola és Gimnázium                                              | fizika      | N    |
| 2010 | Somogyi Sándor                    | Győr              | Révai Miklós Gimnázium és Kollégium                                                     | fizika      | T    |
| 2010 | Wöller Lászlóné                   | Győr              | Magyar–Német Óvoda, Általános Iskola és Gimnázium                                       | fizika      | N    |
| 2011 | Csahóczi Erzsébet                 | Budapest          | ELTE Gyakorló Általános Iskola és Középiskola                                           | matematika  | N    |
| 2011 | Dobi János                        | Szeged            | Szegedi Tudományegyetem Ságvári Endre Gyakorló Gimnázium                                | matematika  | T    |
| 2011 | Erben Péter                       | Budapest          | Berzsenyi Dániel Gimnázium                                                              | matematika  | T    |
| 2011 | Pintér Klára                      | Szeged            | Szegedi Tudományegyetem Juhász Gyula Pedagógiai Kar Tanító- és Óvóképző Intézete        | matematika  | N    |
| 2011 | Tölgyesi Ferencné                 | Székesfehérvár    | Hétvezér Általános Iskola                                                               | matematika  | N    |
| 2011 | Ábrám László                      | Budapest          | Városmajori Gimnázium                                                                   | fizika      | T    |
| 2011 | Győri István                      | Szeged            | Szegedi Tudományegyetem Ságvári Endre Gyakorló Gimnázium                                | fizika      | N    |
| 2011 | Jendrék Miklós                    | Vác               | Boronkay György Műszaki Középiskola és Gimnázium                                        | fizika      | N    |
| 2011 | Kispál István                     | Dunaújváros       | Széchenyi István Gimnázium                                                              | fizika      | T    |
| 2011 | Zsigó Zsolt                       | Nyíregyháza       | Bánki Donát Műszaki Középiskola                                                         | fizika      | N    |
| 2012 | Árváné Doba Mária                 | Budapest          | Jedlik Ányos Gimnázium                                                                  | matematika  | T    |
| 2012 | Egyed László                      | Baja              | III. Béla Gimnázium                                                                     | matematika  | N    |
| 2012 | Hámori Veronika                   | Budapest          | Fazekas Mihály Fővárosi Gyakorló Általános Iskola és Gimnázium                          | matematika  | N    |
| 2012 | Varga József                      | Kecskemét         | Bányai Júlia Gimnázium                                                                  | matematika  | T    |
| 2012 | Janóczki József                   | Debrecen          | Vörösmarty Mihály Általános Iskola és Alapfokú Művészeti Intézmény                      | fizika      | N    |
| 2012 | Moróné Tapody Éva                 | Szeged            | Tömörkény István Gimnázium és Művészeti Szakközépiskola                                 | fizika      | N    |
| 2012 | Tóth Károly                       | Szeged            | Szegedi Tudományegyetem Ságvári Endre Gyakorló Gimnázium                                | fizika      | T    |
| 2012 | Wagner Éva                        | Budapest          | Deák Diák Általános Iskola                                                              | fizika      | T    |
| 2013 | Árokszállási Eszter               | Paks              | Vak Bottyán Gimnázium                                                                   | matematika  | T    |
| 2013 | Holló Gábor                       | Budapest          | Németh László Gimnázium                                                                 | matematika  | N    |
| 2013 | Koleszár Edit                     | Kecskemét         | Református Általános Iskola                                                             | matematika  | N    |
| 2013 | Kruchió Mária                     | Budapest          | Áldás Utcai Általános Iskola                                                            | matematika  | T    |
| 2013 | Csányi Sándor                     | Szeged            | Radnóti Miklós Kísérleti Gimnázium                                                      | fizika      | T    |
| 2013 | Szeder László                     | Sárospatak        | Árpád Vezér Gimnázium és Kollégium                                                      | fizika      | N    |
| 2013 | Tóth Pál                          | Szentendre        | AGY Tanoda Magyar-Angol Két Tanítási Nyelvű Általános Iskola                            | fizika      | N    |
| 2013 | Wiandt Péter                      | Bonyhád           | Petőfi Sándor Evangélikus Gimnázium és Kollégium                                        | fizika      | T    |
| 2014 | Bíró Bálint                       | Eger              | Szilágyi Erzsébet Gimnázium és Kollégium                                                | matematika  | N    |
| 2014 | Kiss Géza                         | Budapest          | Fazekas Mihály Gimnázium és Általános Iskola                                            | matematika  | T    |
| 2014 | Pálfiné Kovács Erika              | Budapest          | Városmajori Gimnázium és Kós Károly Általános Iskola                                    | matematika  | N    |
| 2014 | Varga Mária                       | Budapest          | Veres Péter Gimnázium                                                                   | matematika  | T    |
| 2014 | Erdősi Katalin                    | Budapest          | Veres Péter Gimnázium                                                                   | fizika      | T    |
| 2014 | Pál Zoltán                        | Gödre             | Gödrei Körzeti Általános Iskola                                                         | fizika      | N    |
| 2014 | Tasi Zoltánné                     | Üllés             | Üllési Általános Iskola                                                                 | fizika      | N    |
| 2014 | Zámborszky Ferenc                 | Miskolc           | Földes Ferenc Gimnázium                                                                 | fizika      | T    |
| 2015 | Fodor Zsolt                       | Veszprém          | SÉF Vendéglátóipari, Kereskedelmi és Idegenforgalmi Szakképző Iskola                    | matematika  | N    |
| 2015 | Lengyel Csaba                     | Vác               | Boronkay György Műszaki Szakközépiskola, Gimnázium és Kollégium                         | matematika  | T    |
| 2015 | Pataki János                      | Budapest          | Lauder Javne Zsidó Közösségi Óvoda, Általános Iskola és Zenei Alapfokú Művészeti Iskola | matematika  | N    |
| 2015 | Remeténé Orvos Viola              | Debrecen          | Fazekas Mihály Gimnázium                                                                | matematika  | T    |
| 2015 | Csatári László                    | Debrecen          | Szent József Gimnázium, Szakközépiskola és Kollégium                                    | fizika      | N    |
| 2015 | Dudics Pál                        | Debrecen          | Debreceni Egyetem Kossuth Lajos Gyakorló Gimnáziuma                                     | fizika      | T    |
| 2015 | Nyerkiné Alabert Zsuzsanna        | Dunaújváros       | Rudas Közgazdasági Szakközépiskola, Szakiskola és Kollégium                             | fizika      | N    |
| 2015 | Tölgyesiné Irmes Marianna         | Dunakeszi         | Radnóti Miklós Gimnázium                                                                | fizika      | T    |
| 2016 | Besnyőné Titter Beáta             | Budapest          | Óbudai Árpád Gimnázium                                                                  | matematika  | N    |
| 2016 | Kiss Zoltán                       | Pécs              | Leőwey Klára Gimnázium                                                                  | matematika  | T    |
| 2016 | Magyar Zsolt                      | Budapest          | Szent István Gimnázium                                                                  | matematika  | N    |
| 2016 | Nemecskó István                   | Budapest          | Berzsenyi Dániel Gimnázium                                                              | matematika  | T    |
| 2016 | Dudás Imre                        | Miskolc           | Herman Ottó Gimnázium                                                                   | fizika      | T    |
| 2016 | Horváth Norbert                   | Budapest          | Baár-Madas Református Gimnázium, Általános Iskola és Kollégium                          | fizika      | T    |
| 2016 | Nagy Tibor                        | Szolnok           | Varga Katalin Gimnázium                                                                 | fizika      | N    |
| 2016 | Pántyáné Kuzder Mária             | Miskolc           | Herman Ottó Gimnázium                                                                   | fizika      | N    |
| 2017 | Koncz Levente                     | Budapest          | Óbudai Árpád Gimnázium                                                                  | matematika  | N    |
| 2017 | Pálovicsné Tusnády Katalin        | Zalaegerszeg      | Zrínyi Miklós Gimnázium                                                                 | matematika  | T    |
| 2017 | Simonné Krum Eszter               | Bonyhád           | Petőfi Sándor Evangélikus Gimnázium                                                     | matematika  | T    |
| 2017 | Straubingerné Kemler Anikó        | Szekszárd         | Garay János Gimnázium                                                                   | matematika  | N    |
| 2017 | Chikán Éva                        | Budapest          | Piarista Gimnázium                                                                      | fizika      | T    |
| 2017 | Kopasz Katalin                    | Szeged            | Szegedi Tudományegyetem Gyakorló Gimnázium és Általános Iskola                          | fizika      | N    |
| 2017 | Piriti János                      | Nagykanizsa       | Batthyány Lajos Gimnázium                                                               | fizika      | N    |
| 2017 | Szokolai Tibor                    | Budapest          | Fazekas Mihály Gyakorló Általános Iskola és Gimnázium                                   | fizika      | T    |
| 2018 | Meiszterics Zoltánné              | Pécs              | Janus Pannonius Gimnázium                                                               | matematika  | T    |
| 2018 | Zsilvölgyi Márta                  | Budapest          | Jedlik Ányos Gimnázium                                                                  | matematika  | T    |
| 2018 | Soós Edit                         | Szeged            | Szegedi Tudományegyetem Juhász Gyula Gyakorló Általános Iskolája                        | matematika  | N    |
| 2018 | Sztojcsevné Fekete Mária          | Budapest          | Óbudai Árpád Gimnázium                                                                  | matematika  | N    |
| 2018 | Urbán János                       | Budapest          | Piarista Gimnázium                                                                      | fizika      | T    |
| 2018 | Udvardi Imre                      | Budapest          | Újpesti Könyves Kálmán Gimnázium                                                        | fizika      | T    |
| 2018 | Sikó Dezső                        | Kecskemét         | Bolyai János Gimnázium                                                                  | fizika      | N    |
| 2018 | Filep Doina Otília                | Megyaszó          | Mészáros Lőrinc Körzeti Általános Iskola                                                | fizika      | N    |
| 2019 | Holló-Szabó Ferenc                | Esztergom         | Temesvári Perbál Ferences Gimnázium                                                     | matematika  | N    |
| 2019 | Lányi Veronika                    | Pécs              | Janus Pannonius Gimnázium                                                               | matematika  | N    |
| 2019 | Sztranyák Attila                  | Budapest          | Berzsenyi Dániel Gimnázium                                                              | matematika  | T    |
| 2019 | Tóth Mariann                      | Debrecen          | Fazekas Mihály Gimnázium                                                                | matematika  | T    |
| 2019 | Oláh Éva Mária                    | Törökbálint       | Bálint Márton Általános és Középiskola                                                  | fizika      | T    |
| 2019 | Szabó Miklós                      | Eger              | Szilágyi Erzsébet Gimnázium és Kollégium                                                | fizika      | T    |
| 2019 | Tepliczky István                  | Miskolc           | Herman Ottó Gimnázium                                                                   | fizika      | N    |
| 2019 | Theisz György                     | Székesfehérvár    | Teleki Blanka Gimnázium                                                                 | fizika      | N    |
| 2020 | Győry Ákos                        | Miskolc           | Földes Ferenc Gimnázium                                                                 | matematika  | T    |
| 2020 | Juhász Péter                      | Budapest          | Szent István Gimnázium                                                                  | matematika  | N    |
| 2020 | Lángné Juhász Szilvia             | Szeged            | Gregor József Általános Iskola                                                          | matematika  | N    |
| 2020 | Szilágyiné Manasses Melinda       | Dunakeszi         | Radnóti Miklós Gimnázium                                                                | matematika  | T    |
| 2020 | Hömöstrei Mihály                  | Budapest          | Budapesti Német Iskola                                                                  | fizika      | T    |
| 2020 | Rudolf Tamásné                    | Budapest          | Áldás Utcai Általános Iskola                                                            | fizika      | N    |
| 2020 | Siposs András                     | Budapest          | ELTE Apáczai Csere János Gyakorló Gimnázium                                             | fizika      | T    |
| 2020 | Szabó László Attila               | Csongrád          | Batsányi János Gimnázium                                                                | fizika      | N    |
| 2021 | Berkéné Várbíró Beáta, dr.        | Keszthely         | Vajda János Gimnázium                                                                   | matematika  | N    |
| 2021 | Madarász Péter                    | Miskolc           | Herman Ottó Gimnázium                                                                   | matematika  | T    |
| 2021 | Orosz Gyula Tibor                 | Budapest          | Fazekas Mihály Gyakorló Általános Iskola és Gimnázium                                   | matematika  | T    |
| 2021 | Szomódi Zsuzsanna                 | Budapest          | Szabó Magda Magyar-Angol Kéttannyelvű Általános Iskola                                  | matematika  | N    |
| 2021 | Poócza József                     | Győr              | Kazinczy Ferenc Gimnázium                                                               | fizika      | N    |
| 2021 | Schramek Anikó, dr.               | Budapest          | Fazekas Mihály Gyakorló Általános Iskola és Gimnázium                                   | fizika      | T    |
| 2021 | Seres István, dr.                 | Gödöllő           | Premontrei Szent Norbert Gimnázium és Gödöllői Református Líceum                        | fizika      | T    |
| 2021 | Stonawski Tamás, dr.              | Nyíregyháza       | Képes Géza Általános Iskola és Nyíregyházi Egyetem                                      | fizika      | N    |
| 2024 | Molnár István, dr.                | Békéscsaba        | Gál Ferenc Egyetem Gazdasági Kar                                                        | matematika  | T    |
| 2024 | Süveges-Szabó Marianna Éva        | Budapest          | Baár-Madas Református Gimnázium                                                         | matematika  | N    |
| 2024 | Thuróczy Erzsébet Emília          | Gödöllő           | Török Ignác Gimnázium                                                                   | matematika  | T    |
| 2024 | Horváth Henrietta                 | Dunakeszi         | Radnóti Miklós Gimnázium                                                                | fizika      | T    |
| 2024 | Nagy Piroska Mária, dr.           | Budapest          | Fazekas Mihály Gyakorló Általános Iskola és Gimnázium                                   | fizika      | T    |
| 2024 | Sinkó Andrea                      | Szombathely       | Nagy Lajos Gimnázium                                                                    | fizika      | N    |
| 2024 | Csató Endre                       | Miskolc           | Földes Ferenc Gimnázium                                                                 | informatika | T    |
| 2024 | Schmieder László                  | Budapest          | Eötvös József Gimnázium                                                                 | informatika | N    |
| 2024 | Tassy Gergely                     | Budapest          | Veres Péter Gimnázium                                                                   | informatika | T    |
| 2025 | Árki Tamás                        | Győr              | Révai Miklós Gimnázium                                                                  | matematika  | T    |
| 2025 | Steller Gábor                     | Budapest          | Radnóti Miklós Gyakorló Gimnázium                                                       | matematika  | T    |
| 2025 | Pánczél Róbert                    | Pécs              | Nagy Lajos Gimnázium                                                                    | matematika  | N    |
| 2025 | Berkes-Sinka Márta                | Eger              | Dobó István Gimnázium                                                                   | fizika      | T    |
| 2025 | Kilián Balázsné dr. Raics Katalin | Pécs              | Nagy Lajos Gimnázium                                                                    | fizika      | N    |
| 2025 | Kis Tamás                         | Tenk              | Szent Imre Katolikus Általános Iskola                                                   | fizika      | T    |
| 2025 | Borbásné Penke Judit              | Budapest          | Szent István Gimnázium                                                                  | informatika | T    |
| 2025 | Hipik Angéla                      | Budapest          | Deák Ferenc Gimnázium                                                                   | informatika | N    |
| 2025 | Kiss Róbert                       | Kecskemét         | Bányai Júlia Gimnázium                                                                  | informatika | T    |

Jelmagyarázat a kategóriákhoz:
N → „Ericsson a matematika és fizika népszerűsítéséért”
T → „Ericsson a matematika és fizika tehetségeinek gondozásáért”